# Боргетто-ді-Вара
Боргетто-ді-Вара, Борґетто-ді-Вара (італ. Borghetto di Vara) — муніципалітет в Італії, у регіоні Лігурія, провінція Спеція.
Боргетто-ді-Вара розташоване на відстані близько 350 км на північний захід від Рима, 70 км на схід від Генуї, 16 км на північний захід від Спеції.
Населення — 942 особи (2014).

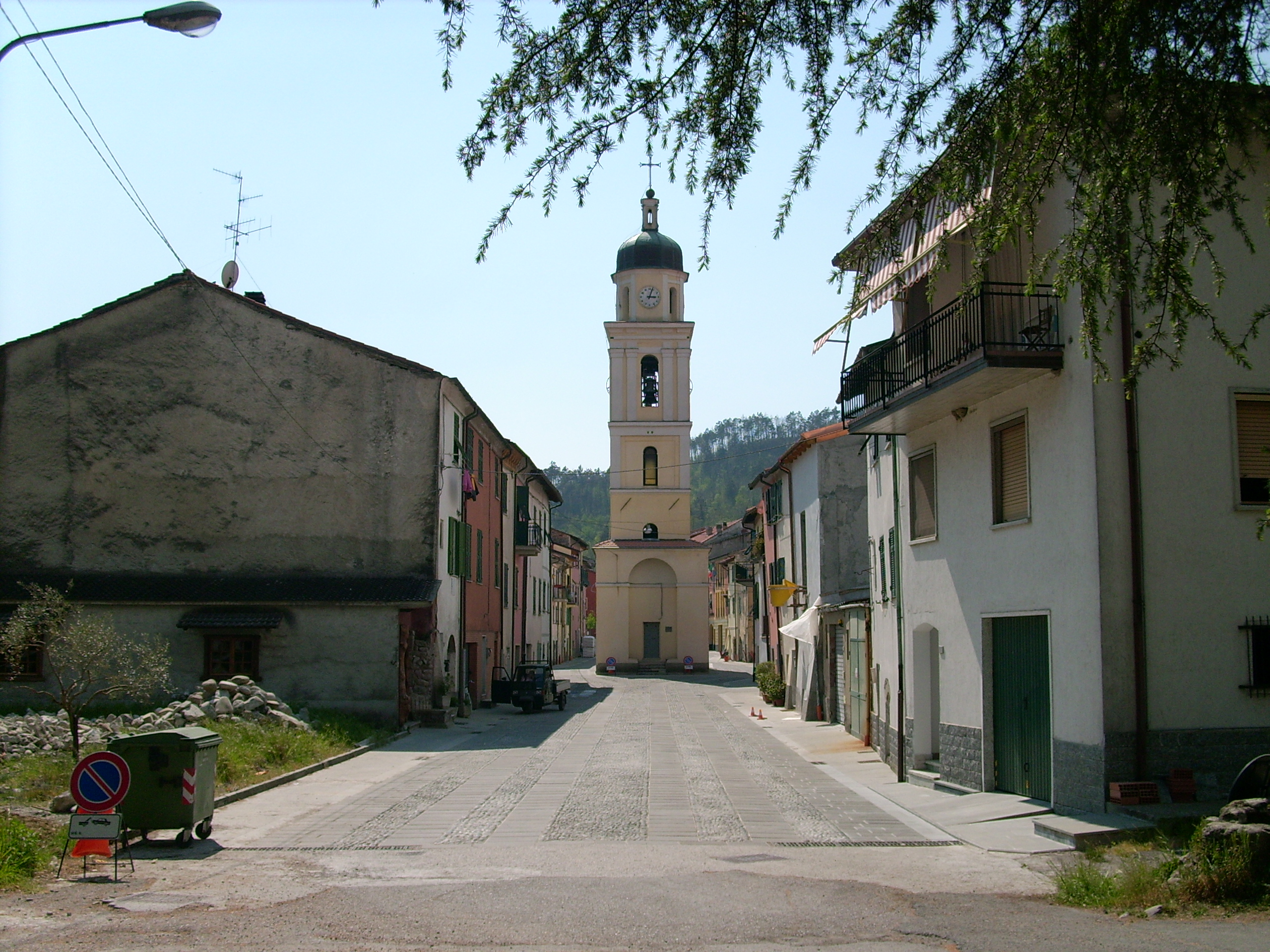

Щорічний фестиваль відбувається 4 листопада. Покровитель — San Carlo Borromeo.

## Демографія
Населення за роками:

Станом на 1 січня 2023 року в муніципалітеті офіційно проживало 86 іноземців з 20 країн, серед них 40 громадян країн Євросоюзу та 5 громадян України.

## Сусідні муніципалітети
- Беверино
- Бруньято
- Карродано
- Леванто
- Піньоне
- Роккетта-ді-Вара
- Сеста-Годано